# Vitry-la-Ville
 Vitry-la-Ville  ist eine französische Gemeinde mit 368 Einwohnern (Stand 1. Januar 2022)  im Département Marne in der Region Grand Est. Sie gehört zum Arrondissement Châlons-en-Champagne und zum Kanton Châlons-en-Champagne-3.
Der Ort liegt am linken Ufer des Flusses Guenelle, der hier parallel zur Marne verläuft.

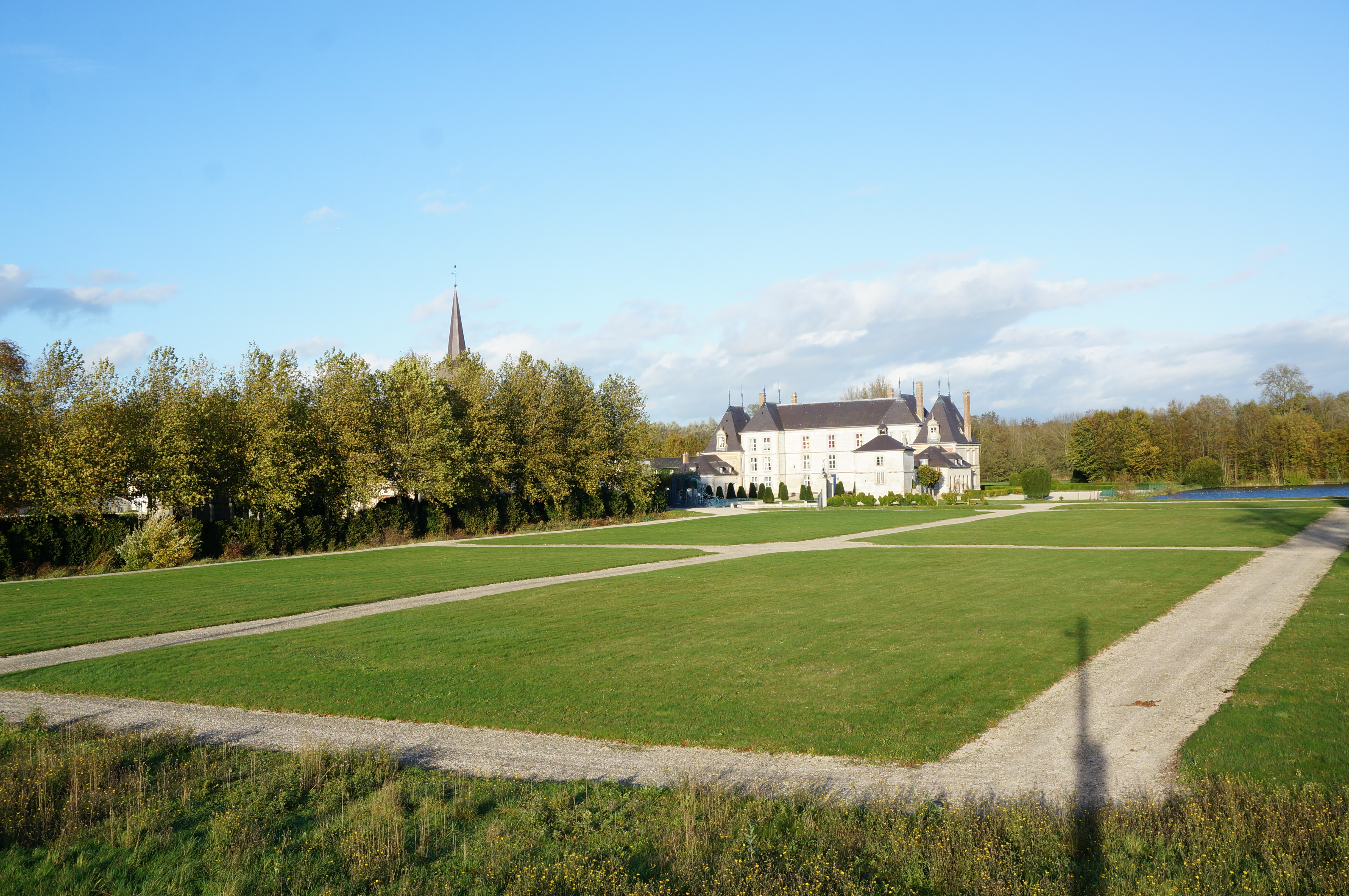
Schloss

## Bevölkerungsentwicklung
| Jahr      | 1962 | 1968 | 1975 | 1982 | 1990 | 1999 | 2009 | 2018 |
| Einwohner | 216  | 249  | 224  | 229  | 354  | 341  | 368  | 388  |

## Sehenswürdigkeiten

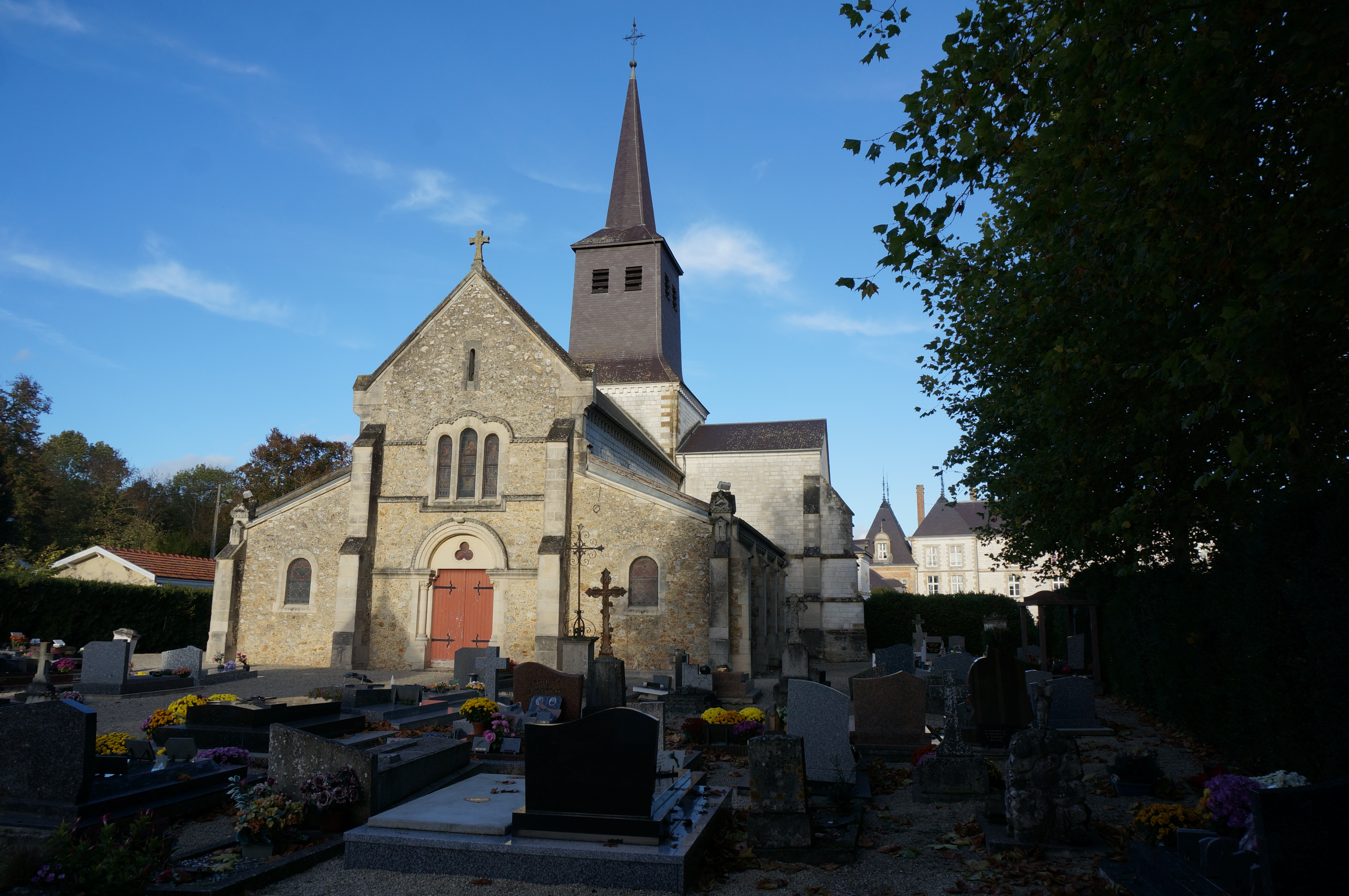
Kirche Saint-Pierre

- Kirche Saint-Pierre
- Schloss (17. Jahrhundert)
- Barockgarten (17. Jahrhundert)